# Må vårt hus förskonas från tigrar
Må vårt hus förskonas från tigrar är en svensk film från 1975 i regi av Torbjörn Axelman och med manus av Axelman och Lee Hazlewood.

## Om filmen
Inspelningen ägde rum på Själsö på Gotland och i Port Neeches i Texas i USA med Axelman som producent och Björn Holmberg som fotograf. Filmen premiärvisades den 27 juni 1975 på biograf Röda Kvarn i Visby, vilket var den enda ort där filmen visades.

## Handling
Två män samtalar om sitt förflutna och minns och återupplever det de saknar.

## Rollista
- Lee Hazlewood – Barton
- Torbjörn Axelman – Lars-Gunnar
- Inez Graf – Fedra
- Thyra Pettersson
- William Pettersson
- Louise Brattberg
- Lena Edling
- Morris Redman Spivac
- Gösta Petersson
- Gullmar Ericsson